# José Carlos Capinam
José Carlos Capinam, né le 19 février 1941 à Esplanada (Bahia), est un poète et parolier brésilien, un des plus célèbres du Tropicalisme. 

## Biographie
Né à Esplanada, il s'installe à 19 ans à Salvador et étudie le droit à l'Université fédérale de Bahia où il a étudié le droit. À l'université, il est membre de l'União Nacional dos Estudantes (Union nationale des étudiants) et se lie d'amitié avec Gilberto Gil (qui étudiait les affaires) et Caetano Veloso (qui étudiait la philosophie). Le coup d'État militaire de 1964 le force à quitter Salvador et a déménager à São Paulo. À São Paulo, il travaille sur les poèmes de son premier livre, Inquisitórial. Il revient par la suite à Salvador et cette fois, y étudie la médecine.
En 2000, il compose l'opéra Rei Brasil 500 Anos avec Fernando Cerqueira et Paul Gold, pour célébrer le 500e anniversaire de la découverte du Brésil. 

## Discographie
- Reunião-O Brasil dizendo Drummond, Selo Luz da Cidade, CD, 2002
- O Viramundo - 21 anos de Tropicalismo, SBK/CBS, LP, 1988
- Olho de lince- trabalho de parto, EMI/Odeon, LP, 1985
- Te esperei, Independente, LP, 1984

## Publications
- 1995 : Inquisitorial
- 1995 : Confissões de Narciso: poemas
- 1996 : Poemas: antologia e inéditos
- 2004 : Vinte canc̦ões de amor e um poema quase desesperado